# 10058 Ikwilliamson
A 10058 Ikwilliamson (ideiglenes jelöléssel 1988 DD5) a Naprendszer kisbolygóövében található aszteroida. Robert H. McNaught fedezte fel 1988. február 25-én.

## Kapcsolódó szócikk
- Kisbolygók listája (10001–10500)